# ムハンマド・タンターウィー
ムハンマド・サイイド・タンターウィー（アラビア語: محمد سيد طنطاوى Muhammad Sayyid Ṭanṭāwī、1928年10月28日 - 2010年3月10日）は、エジプトにおけるイスラム教スンナ派の指導者（イマーム）、ウラマー。アズハル・モスクのイマームで、現在のスンナ派の事実上の最高機関であるアル＝アズハル大学の総長（シャイフ）。

## 来歴
1928年、エジプトで出生。1966年にアズハル大学を修了。アズハル大学ではタフスィール学（クルアーン解釈学）・ハディース学（預言者ムハンマドなどの言行についての伝承学）のウラマーの資格を得た。
1980年にサウジアラビアに移りマディーナ大学大学院においてもタフスィール学の研究を続けた。その後1985年にエジプトに戻り翌年から宗教問題を政府に助言する大ムフティー（国家の法学裁定を行う役職）を務めイスラム世界において最も影響力の与える人物なった。1970-80年代は、各地でイスラーム銀行が発足した時期であったが、特に当時金融関係で問題になっていたリバー（おもに利子のこと）について、国債利子を容認するファトワー（ウラマーの出す法学意見書）を発表し、当時のアズハル総長との間で論争を展開した。1990年キング・ファイサル国際賞イスラーム奉仕部門受賞。
多くの功績を残し2010年3月に81歳で死去した。

## 功績
タイムズでは「最も影響力があると同時に物議を醸した人物」と評する。
アメリカ同時多発テロ事件ではアルカーイダを「無辜の市民を殺害したテロ集団」と激しく非難。また多発するパレスチナ住民の自爆テロに関しても批判し過激主義を食い止めたとされる。
自傷行為を認めないイスラム社会で臓器移植を容認、女性のヒジャブ着用を禁止するなど現代的な問題を柔軟な解釈に関しては物議を醸した。AP通信は「タンターウィーはエジプトの公務員でしかない」と非難した。特に現代社会が直面する様々な問題に対して、イスラーム法学的な見知から大胆かつ柔軟な解釈や意見を表明し続けた。
主な著作としては、10年掛かりで7000ページにも上るタフスィール（クルアーン解釈書）、『ワースィト啓典解釈』（al-Tafsīr al-Wāsit）を完成させた他、『クルアーンとスンナにおけるイスラエルの民』などがある。